# The Shadowthrone
The Shadowthrone er det andet album fra det norske black metal-band Satyricon.

## Spor
1. "Hvite Krists Død" – 8:27
2. "In the Mist by the Hills" – 8:01
3. "Woods to Eternity" – 6:13
4. "Vikingland" – 5:14
5. "Dominions of Satyricon" – 9:25
6. "The King of the Shadowthrone" – 6:14
7. "I En Svart Kiste" – 5:24